# Amt Nordsee-Treene
Het Amt Nordsee-Treene is een Amt in de Duitse deelstaat Sleeswijk-Holstein. In het Amt, gelegen in de Kreis Noord-Friesland, werken 27 gemeenten samen. Daarnaast is er een Verwaltungsgemeinschaft met de stad Friedrichstadt. Het bestuur is gevestigd in Mildstedt.
Het Amt ontstond in 2008 uit een fusie van de voormalige Ämter Friedrichstadt (zonder de stad), Hattstedt, Nordstrand en Treene.

## Deelnemende gemeenten
1. Arlewatt
2. Drage
3. Elisabeth-Sophien-Koog
4. Fresendelf
5. Hattstedt
6. Hattstedtermarsch
7. Horstedt
8. Hude
9. Koldenbüttel
10. Mildstedt
11. Nordstrand
12. Oldersbek
13. Olderup
14. Ostenfeld (Husum)
15. Ramstedt
16. Rantrum
17. Schwabstedt
18. Seeth
19. Simonsberg
20. Süderhöft
21. Südermarsch
22. Uelvesbüll
23. Winnert
24. Wisch
25. Wittbek
26. Witzwort
27. Wobbenbüll